# I dominatori di Fort Ralston
I dominatori di Fort Ralston (Texas Lady) è un film del 1955 diretto da Tim Whelan.
È un western statunitense ambientato nel 1885 con Claudette Colbert, Barry Sullivan e Ray Collins.

## Produzione
Il film, diretto da Tim Whelan su una sceneggiatura di Horace McCoy e un soggetto di Horace McCoy, fu prodotto da Nat Holt per la Nat Holt Productions e girato nel Columbia State Historic Park a Columbia, California, nel giugno del 1955.

## Distribuzione
Il film fu distribuito con il titolo Texas Lady negli Stati Uniti dal 23 novembre 1955 al cinema dalla RKO Radio Pictures.
Altre distribuzioni:
- in Svezia il 21 maggio 1956 (Revolverdesperadon)
- in Francia il 1º agosto 1956 (Le rendez-vous de 4 heures)
- in Belgio il 10 agosto 1956
- in Finlandia il 24 agosto 1956 (Revolverihurjimus)
- in Germania Ovest il 24 agosto 1956 (Des Teufels rechte Hand)
- in Portogallo il 20 febbraio 1957 (A Dama Valente)
- in Austria nel maggio del 1957 (Des Teufels rechte Hand)
- in Brasile (Drama de uma Consciência)
- in Brasile (O Drama de uma Consciência)
- in Grecia (I kori tou Diavolou)
- in Italia (I dominatori di Fort Ralston)
- in Italia (Lady Texas)

## Promozione
La tagline è: WOMANLY WILES WERE HER WEAPONS!.